# ميشال إيسبينوزا
ميشال إيسبينوزا (بالفرنسية: Michel Espinosa)‏ (15 سبتمبر 1993 بفرنسا - ) هو لاعب كرة قدم كاميروني في مركز الوسط. لعب مع نادي تريليساك ونادي كليرمونت 63.

## روابط خارجية
- ميشال إيسبينوزا على موقع قاعدة بيانات كرة القدم.إي يو (الإنجليزية)
- ميشال إيسبينوزا على موقع Soccerway.com (الإنجليزية)
- ميشال إيسبينوزا على موقع عالم كرة القدم.نت (الإنجليزية)
- ميشال إيسبينوزا على موقع GSA (الإنجليزية)